# 식욕

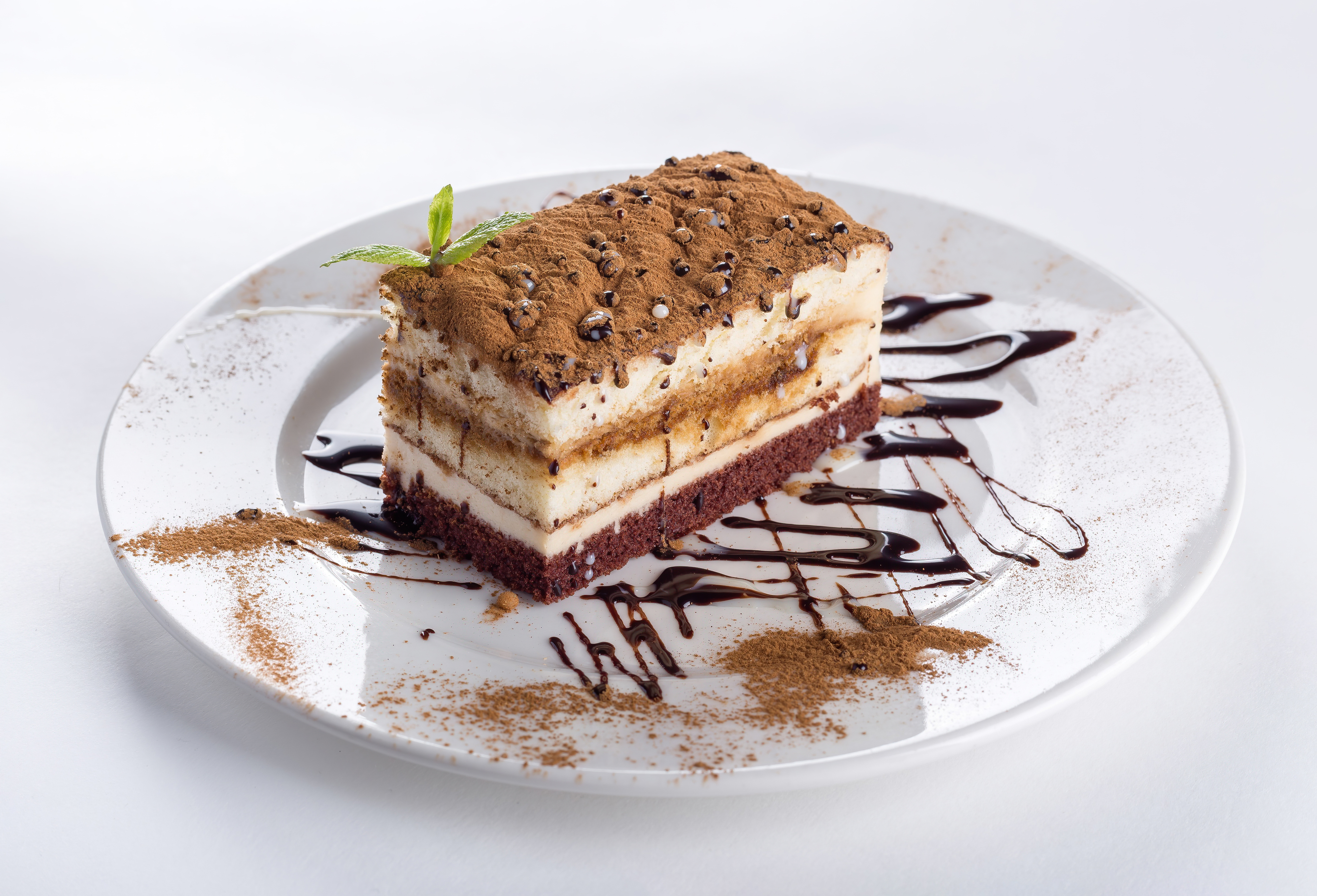
매력적인 음식은 배고픔이 없어도 식욕을 유발할 수 있다.

식욕(食慾)은 보통 배고픔으로 인해 음식물을 먹고 싶은 욕구이다. 매력적인 음식은 배고픔이 없어도 식욕을 자극할 수 있지만, 포만감에 의해 식욕은 크게 감소할 수 있다. 식욕은 모든 고등 생명체에 존재하며, 물질대사 요구를 유지하기 위한 적절한 에너지 섭취를 조절하는 역할을 한다. 이는 소화관, 지방 조직, 그리고 뇌 간의 긴밀한 상호작용에 의해 조절된다. 식욕은 개인의 행동과 관련이 있다. 식욕 행동은 접근 행동으로도 알려져 있으며, 소비 행동은 에너지 섭취와 관련된 유일한 과정이고, 다른 모든 행동은 에너지 방출에 영향을 미친다. 심리적 스트레스를 받으면 식욕 수준이 증가하여 음식 섭취량이 늘어날 수 있다. 식욕 부진은 거식증으로 불리며, 다식증 (또는 "과식증")은 식욕 증가를 의미한다. 식욕 조절 장애는 회피적/제한적 음식 섭취 장애, 신경성 식욕부진증, 폭식증, 악액질, 과식, 그리고 폭식 장애에 기여한다.

## 질병에서의 역할
제한적이거나 과도한 식욕이 반드시 병적인 것은 아니다. 비정상적인 식욕은 영양실조 및 그와 관련된 비만증과 같은 질환을 유발하는 식습관으로 정의될 수 있다.
유전적 요인과 환경적 요인 모두 식욕을 조절할 수 있으며, 이들 중 어느 하나라도 이상이 생기면 비정상적인 식욕으로 이어질 수 있다. 식욕 부진(거식증)은 여러 원인이 있을 수 있지만, 신체적(감염성, 자가면역 또는 악성 질환) 또는 심리적(스트레스, 정신 질환) 요인의 결과일 수 있다. 마찬가지로, 과식증 (과도한 식사)은 호르몬 불균형, 정신 질환(예: 임상 우울증) 등의 결과일 수 있다. 소화 불량으로도 알려진 소화불량도 식욕에 영향을 미칠 수 있는데, 그 증상 중 하나가 식사를 시작한 직후 "과도하게 배부르다"는 느낌이기 때문이다. 맛과 후각("미각장애", 나쁜 맛) 또는 그 결여 또한 식욕에 영향을 미칠 수 있다.
비정상적인 식욕은 염색체 수준의 유전적 요인과도 연관될 수 있으며, 이는 1950년대 염색체 변형으로 인한 비만증의 한 종류인 프라더-빌리 증후군의 발견으로 입증되었다. 또한, 신경성 식욕부진증과 폭식증은 남성보다 여성에게서 더 흔하게 발견되는데, 이는 X-염색체와의 연관 가능성을 시사한다.

### 섭식 장애
식욕 조절 장애는 신경성 식욕부진증, 폭식증, 그리고 폭식 장애의 근본 원인이다. 신경성 식욕부진증은 심한 식이 제한과 체중 증가에 대한 강렬한 두려움으로 특징지어지는 정신 장애이다. 또한, 신경성 식욕부진증 환자는 의례적으로 운동할 수 있다. 신경성 식욕부진증을 가진 개인은 식욕을 자극하는 호르몬인 그렐린 수치가 높아서, 신체는 배고픔을 유발하려고 하지만, 음식 섭취 욕구는 그 사람에 의해 억제된다. 폭식 장애(일반적으로 BED로 불림)는 주기적인 시간 간격으로 과도하게(또는 통제할 수 없게) 먹는 것으로 묘사된다. BED의 위험은 어린이에게 나타날 수 있으며 성인기에 가장 흔하게 발현된다. 연구에 따르면 성인의 BED 유전율은 약 50%이다. 폭식증과 유사하게, 일부 사람들은 퍼징과 폭식에 관여할 수 있다. 그들은 음식 섭취 후 구토하거나 하제(설사약)를 복용할 수 있다. 신체이형장애는 인지된 결함에 대처하기 위한 시도로 음식 제한을 포함할 수 있으며, 우울증 및 사회적 고립과 관련될 수 있다.

### 비만증
다양한 유전성 비만증은 시상하부 신호 전달(예: 렙틴 수용체 및 MC-4 수용체)의 결함으로 추적되거나 아직 특성 규명이 진행 중인 프라더-빌리 증후군과 관련이 있으며, 또한 포만감에 대한 반응 감소가 비만증 발달을 촉진할 수 있다. 그렐린 반응성 IgG 면역글로불린이 그렐린의 식욕 촉진성 반응에 영향을 미친다는 사실이 밝혀졌다.
유전적으로 자극된 식욕 이상 외에도 유전자의 활성화를 필요로 하지 않는 생리적 이상이 있다. 예를 들어, 그렐린과 지방 세포에서 렙틴이 각각 위와 지방 세포에서 혈류로 방출된다. 그렐린은 배고픔을 자극하는 반면, 렙틴은 음식으로 인한 만족감을 자극한다. 이 두 호르몬의 정상적인 생산 수준에 변화가 생기면 비만으로 이어질 수 있다. 렙틴 호르몬 생산량은 체지방률에 의해 자극된다. 체지방이 축적되면 렙틴이 과도하게 생산되어 시상하부가 저항하게 되고 결국 거의 렙틴 효과가 없어진다. 그때부터 모든 그렐린 생산은 채울 수 없는 식욕을 유발한다.

### 소아 섭식 문제
"편식"과 같은 섭식 문제는 약 25%의 어린이에게 영향을 미치지만, 발달 장애가 있는 어린이의 경우 이 수치는 현저히 높을 수 있으며, 어떤 경우에는 소리, 냄새, 맛(감각 처리 장애)과 관련이 있을 수 있다.

## 약리학 및 치료
혈당지수는 포만감에 영향을 미치는 것으로 여겨지지만, 포만감의 효과를 조사한 연구에서는 음식의 혈당지수가 포만감 및 음식 섭취에 미치는 영향을 예측하지 못한다는 사실이 밝혀졌다.

### 억제
식욕을 조절하는 메커니즘은 체중 감량 약물의 잠재적인 표적이다. 식욕 조절 메커니즘은 과소 섭취에 강하게 대항하는 반면, 과식 조절에는 약한 것으로 보인다. 초기 식욕억제제는 펜터민과 펜플루라민이었다. 최근 추가된 시부트라민은 중추신경계의 세로토닌 및 노르아드레날린 수치를 증가시키지만, 심혈관 위험 프로필에 역효과가 있는 것으로 나타나 시장에서 철수되었다. 마찬가지로, 식욕 억제제 리모나반트(칸나비노이드 수용체 길항제)는 우울증 악화 및 자살 위험 증가와 관련되어 철수되었다. 재조합 PYY 3-36에 대한 최근 보고서에 따르면 이 약물은 식욕을 억제하여 체중 감소에 기여할 수 있다.
서구 세계의 비만증이 전염병 수준이고 일부 빈곤 국가에서도 급격히 증가하고 있다는 사실을 고려할 때, 관찰자들은 가까운 미래에 이 분야의 발전이 눈덩이처럼 불어날 것으로 예상한다.

### 자극
체중 감소 또는 식욕 부진(악액질)은 일부 질병의 영향이자 일부 처방약의 부작용이다. 메틸페니데이트와 같은 각성제는 일반적으로 환자의 식욕을 감소시키며, 체중 감량을 위해 오프라벨로 처방되기도 했다. 미국에서는 세 가지 약물이 식욕 자극에 승인되었다: 경구용 정제로 제공되는 황체 호르몬인 메게스트롤 아세테이트, 경구용 단백동화 스테로이드인 옥산드롤론, 그리고 마리화나의 주요 칸나비노이드인 THC이며 경구용 캡슐로 제공되는 드로나비놀이다.
식욕에 영향을 미치는 것으로 알려진 위장 호르몬인 그렐린이 연구 중이다. 그렐린 자체는 정맥 주사로 투여해야 하므로:2178 경구 투여가 가능한 물질에 연구 초점이 맞춰졌다. 일본 전통 일본한방의학인 릿쿤시토는 그렐린과 식욕을 자극할 잠재력에 대해 예비 연구가 진행 중이다.

## 같이 보기
- 식욕 억제제
- 배고픔